# Amiota albilabris
Amiota albilabris este o specie de muște din genul Amiota, familia Drosophilidae. A fost descrisă pentru prima dată de Roth în anul 1860. Conform Catalogue of Life specia Amiota albilabris nu are subspecii cunoscute.